# Jess Glynne

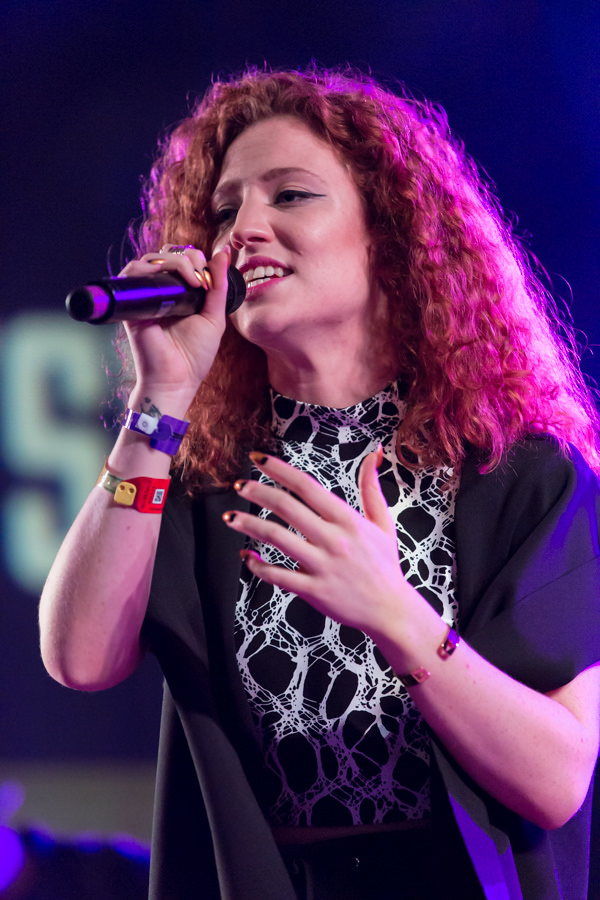
Jess Glynne (2015)

Jessica Hannah „Jess“ Glynne (* 20. Oktober 1989 in Muswell Hill, London, England) ist eine britische Pop-Sängerin und Songwriterin. Sie hatte bisher acht Nummer-eins-Hits in den britischen Charts und hält damit den Rekord für die meisten Nummer-eins-Hits einer britischen Künstlerin. Der Song Rather Be, den sie mit Clean Bandit veröffentlichte, wurde mit einem Grammy ausgezeichnet.

## Karriere
Jess Glynne wuchs im Norden von London auf und hatte durch ihre Mutter, die in der A&R-Abteilung von Atlantic Records arbeitete, früh eine Beziehung zum Musikgeschäft. Sie besuchte die Fortismere School, eine renommierte Schule mit musikalischem Zweig. Sie bewarb sich bei Talentshows und für Musiktheateraufführungen, hatte damit aber wenig Erfolg. Nach dem Schulabschluss 2008 arbeitete sie in verschiedenen Jobs und verfolgte ihre Musikkarriere nur noch nebenher weiter. Schließlich fand sie eine Beschäftigung bei einer Managementfirma und konnte dort eine Menge über das Musikgeschäft lernen und Kontakte knüpfen.
Nachdem sie die richtigen Verbindungen gefunden hatte, verließ sie im August 2013 die Firma und unterzeichnete bei Atlantic Records einen Plattenvertrag. Eine ihrer ersten Aufnahmen war das Lied Rather Be als Sängerin für die britische Elektropop-Band Clean Bandit. Es erschien im Januar 2014 und war vier Wochen lang auf Platz 1 der UK-Charts. Das Lied verkaufte sich bis zum Jahresende über 1,1 Millionen Mal und war das am zweithäufigsten verkaufte Lied sowie das am häufigsten gestreamte Lied des Jahres. Das Lied wurde auch international ein Hit und erreichte in vielen Ländern die Top 10 und unter anderem in Österreich und Deutschland Platz 1. In den USA verkaufte es sich insgesamt über zwei Millionen Mal, in England über 1,8 Millionen Mal und in Deutschland etwa eine halbe Million Mal und bekam die entsprechenden Auszeichnungen. Bei den Grammy Awards 2015 gewann das Lied in der Kategorie beste Dance-Aufnahme des Jahres.
Nur sechs Wochen nach der ersten Veröffentlichung erschien ihre nächste Aufnahme, der Song My Love mit dem Londoner DJ Route 94, der ebenfalls auf Platz 1 in die UK-Charts einstieg. In den Jahrescharts erreichte es Platz 14. International war es nicht ganz so erfolgreich, kam aber in den meisten Ländern ebenfalls in die Charts und wurde in Deutschland auch noch mit einer Goldenen Schallplatte ausgezeichnet.
Im Juli 2014 veröffentlichte Glynne ihre erste eigene Chartsingle Right Here, die allerdings nicht über Platz 6 in ihrer Heimat hinauskam und international kaum beachtet wurde. Deshalb tat sie sich Ende 2014 noch einmal mit Clean Bandit zusammen und hatte mit Real Love einen Nummer-2-Hit in Großbritannien und Deutschland. Im März 2015 schaffte sie schließlich mit Hold My Hand ihre erste eigene Nummer-eins-Platzierung. Nur drei Monate später hatte sie mit dem Rapper und MC Tinie Tempah und Not Letting Go eine weitere Nummer eins und nur zwei Monate später stand sie mit ihrer eigenen Single Don’t Be So Hard on Yourself zum fünften Mal an der Spitze. Sie ist nach Cheryl Cole erst die zweite britische Sängerin, die so viele Nummer-eins-Platzierungen in den UK-Charts vorweisen kann.
Die letzte Single war auch die Vorabveröffentlichung für ihr erstes Album I Cry When I Laugh, das am 21. August 2015 erschienen ist.
Im Juni 2019 gab sie als Special Guest gemeinsam mit den Spice Girls sechs Konzerte in Großbritannien.

## Diskografie
Studioalben

| Jahr | Titel Musiklabel                                   | Höchstplatzierung, Gesamtwochen, AuszeichnungChartplatzierungen (Jahr, Titel, Musiklabel, Platzierungen, Wochen, Auszeichnungen, Anmerkungen) | Höchstplatzierung, Gesamtwochen, AuszeichnungChartplatzierungen (Jahr, Titel, Musiklabel, Platzierungen, Wochen, Auszeichnungen, Anmerkungen) | Höchstplatzierung, Gesamtwochen, AuszeichnungChartplatzierungen (Jahr, Titel, Musiklabel, Platzierungen, Wochen, Auszeichnungen, Anmerkungen) | Höchstplatzierung, Gesamtwochen, AuszeichnungChartplatzierungen (Jahr, Titel, Musiklabel, Platzierungen, Wochen, Auszeichnungen, Anmerkungen) | Höchstplatzierung, Gesamtwochen, AuszeichnungChartplatzierungen (Jahr, Titel, Musiklabel, Platzierungen, Wochen, Auszeichnungen, Anmerkungen) | Anmerkungen                                                 |
| Jahr | Titel Musiklabel                                   | DE | AT | CH | UK | US | Anmerkungen                                                 |
| ---- | -------------------------------------------------- | --- | --- | --- | --- | --- | ----------------------------------------------------------- |
| 2015 | I Cry When I Laugh Atlantic Records / Warner Music | DE27 (5 Wo.)DE | AT46 (1 Wo.)AT | CH12 (6 Wo.)CH | UK1 ×5Fünffachplatin · (278 Wo.)UK | US25 Gold · (12 Wo.)US | Erstveröffentlichung: 21. August 2015 Verkäufe: + 2.105.000 |
| 2018 | Always In Between Atlantic Records / Warner Music  | DE33 (1 Wo.)DE | AT58 (1 Wo.)AT | CH32 (1 Wo.)CH | UK1 Platin · (97 Wo.)UK | US109 (1 Wo.)US | Erstveröffentlichung: 12. Oktober 2018 Verkäufe: + 315.000  |
| 2024 | Jess EMI Records                                   | — | — | — | UK6 (1 Wo.)UK | — | Erstveröffentlichung: 26. April 2024                        |